# Biserica Nașterea Maicii Domnului din Lugașu de Jos
Biserica Nașterea Maicii Domnului este un monument istoric aflat pe teritoriul satului Lugașu de Jos, comuna Lugașu de Jos, județul Bihor. În Repertoriul Arheologic Național, monumentul apare cu codul 29911.01.

## Localitatea
Lugașu de Jos este satul de reședință al comunei cu același nume din județul Bihor, Crișana, România. Prima mențiune documentară este din anul 1291, cu denumirea Lugas.

## Istoric și trăsături
Biserica  cu hramul Nașterea Maicii Domnului din Lugașul de Jos a fost construitã în anul 1690. Este pictată în interior și are un patrimoniu mobil format din icoane pictate în ulei și litografii, datând din secolele XIX și XX și cãrți vechi de cult din secolul XVIII. Este monument istoric din anul 1954.

## Imagini

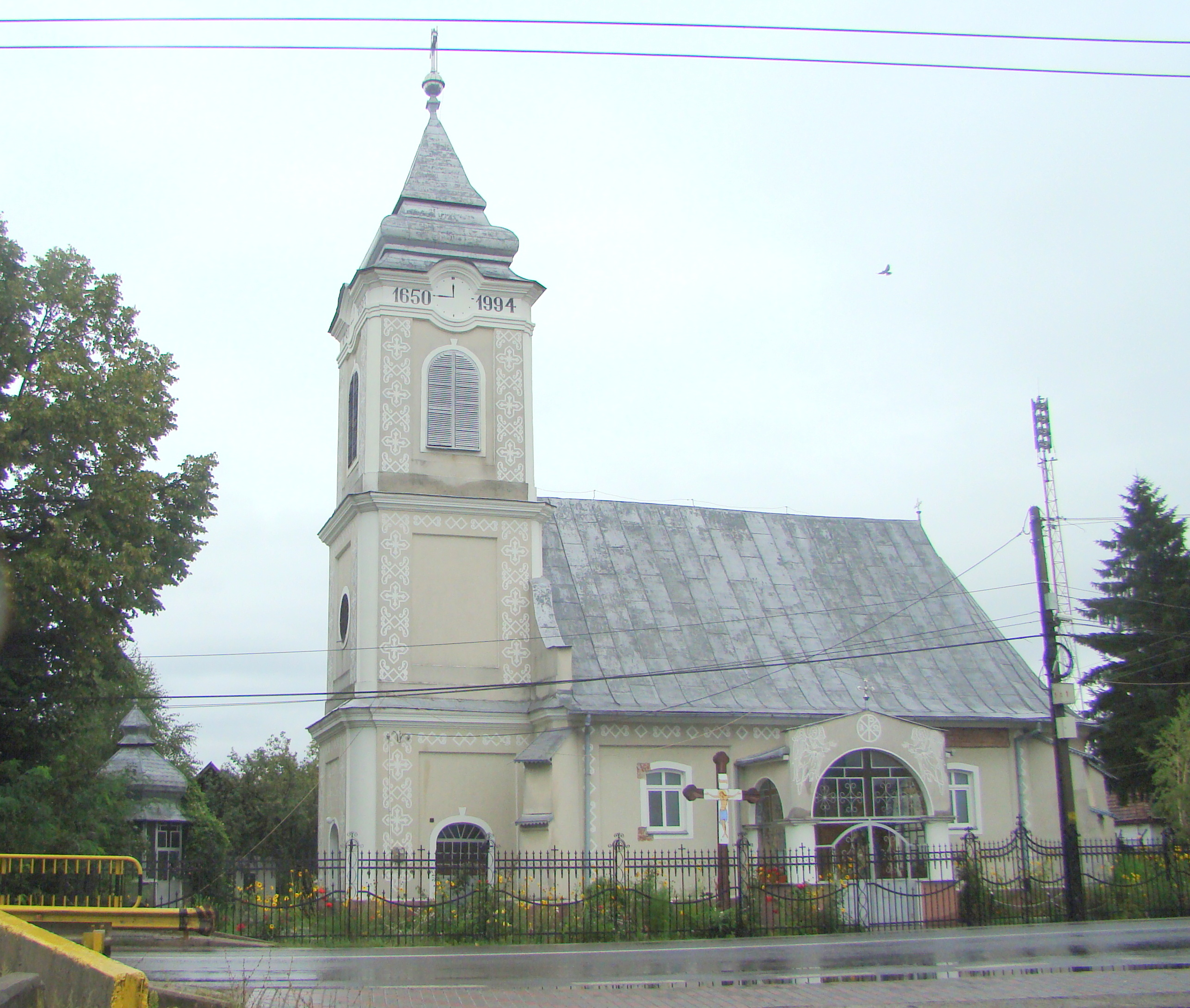
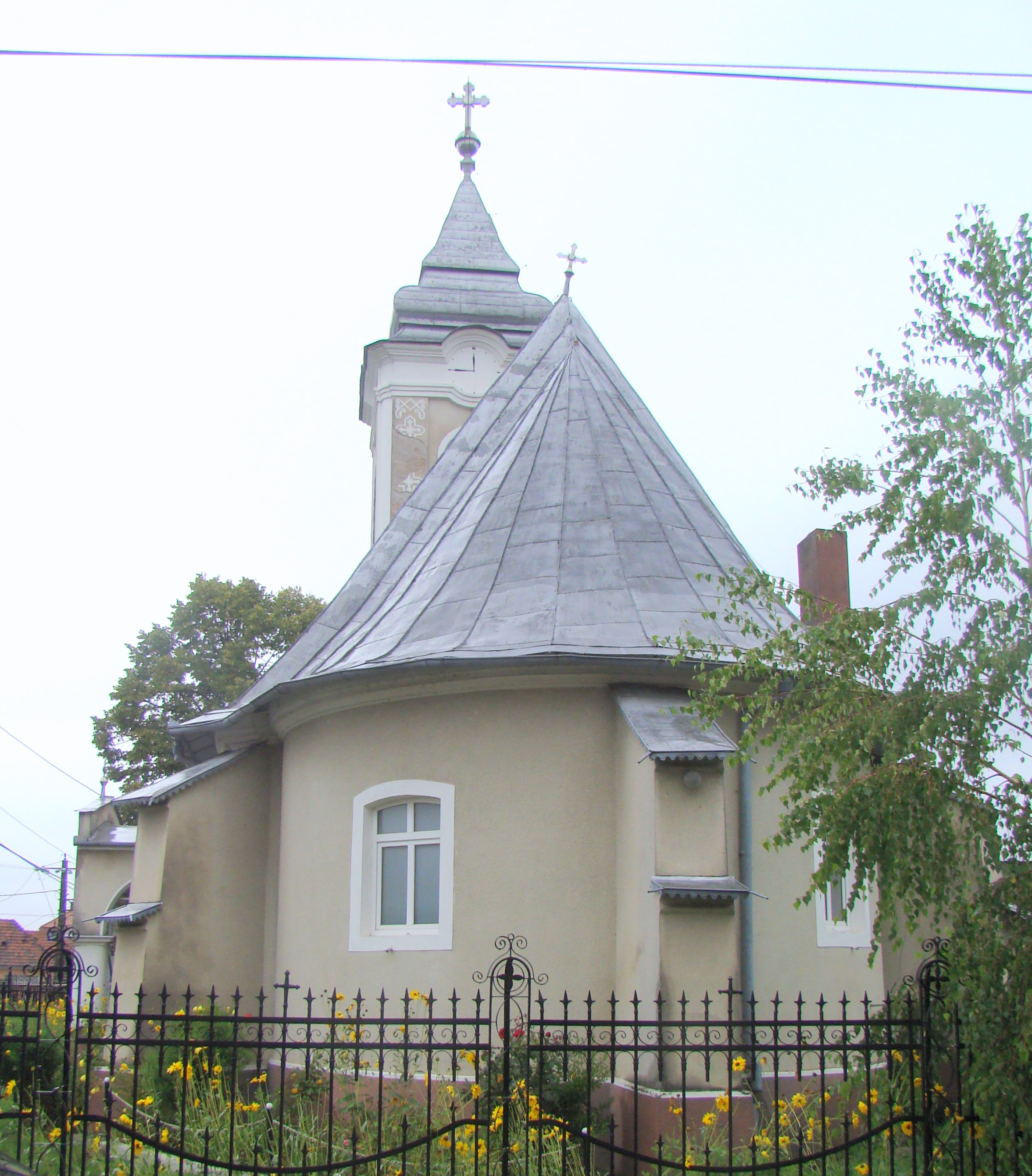
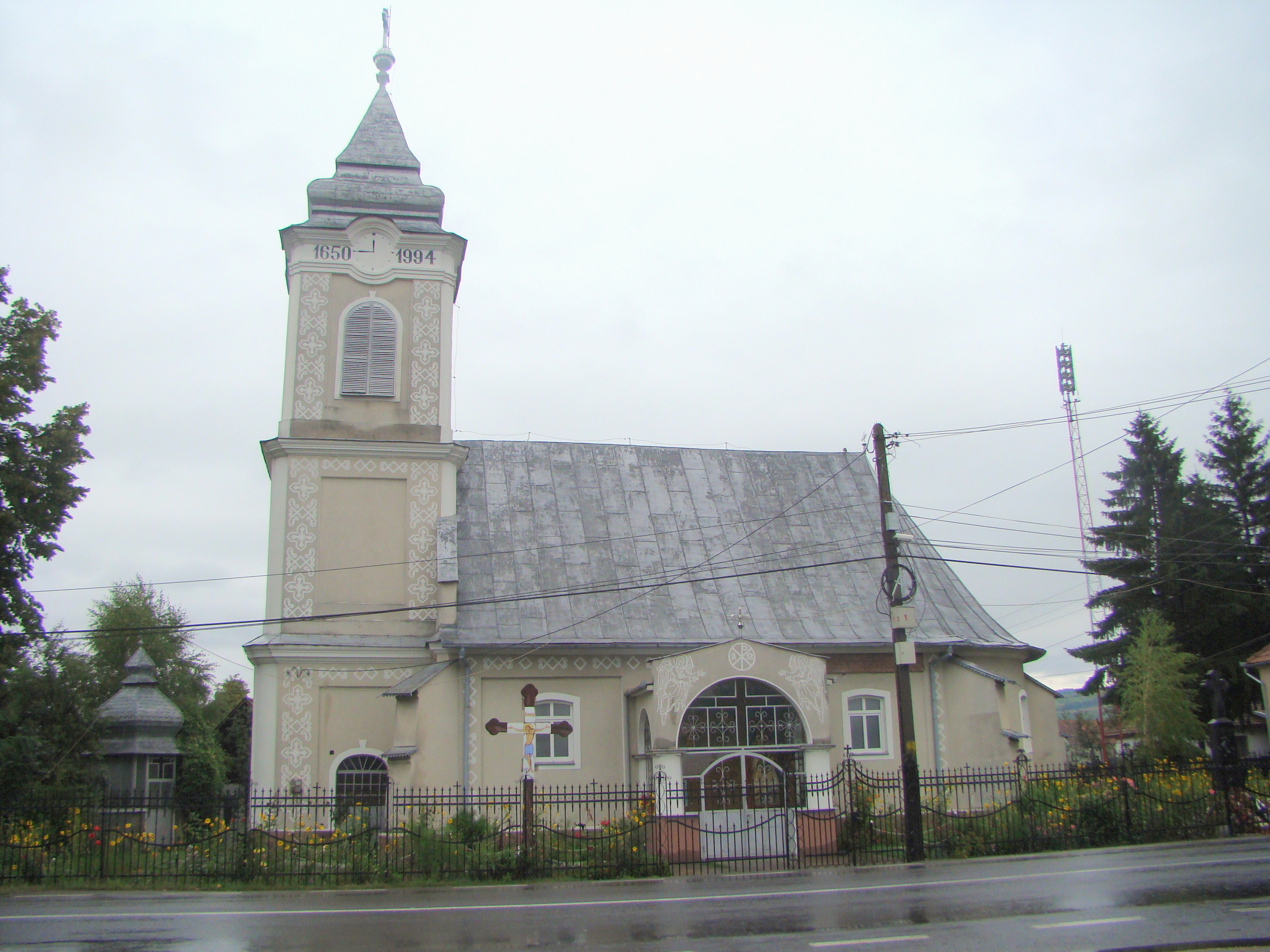
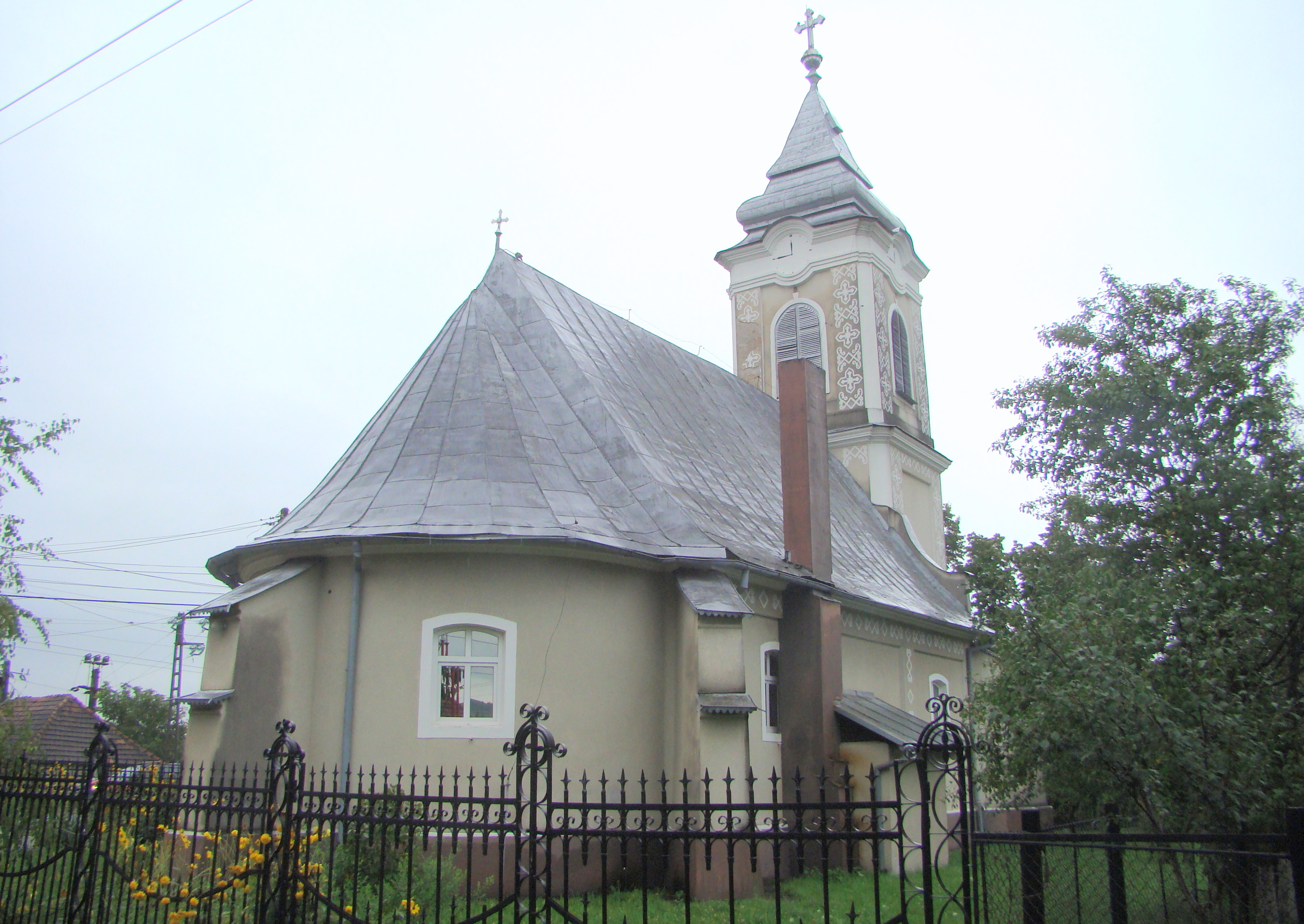
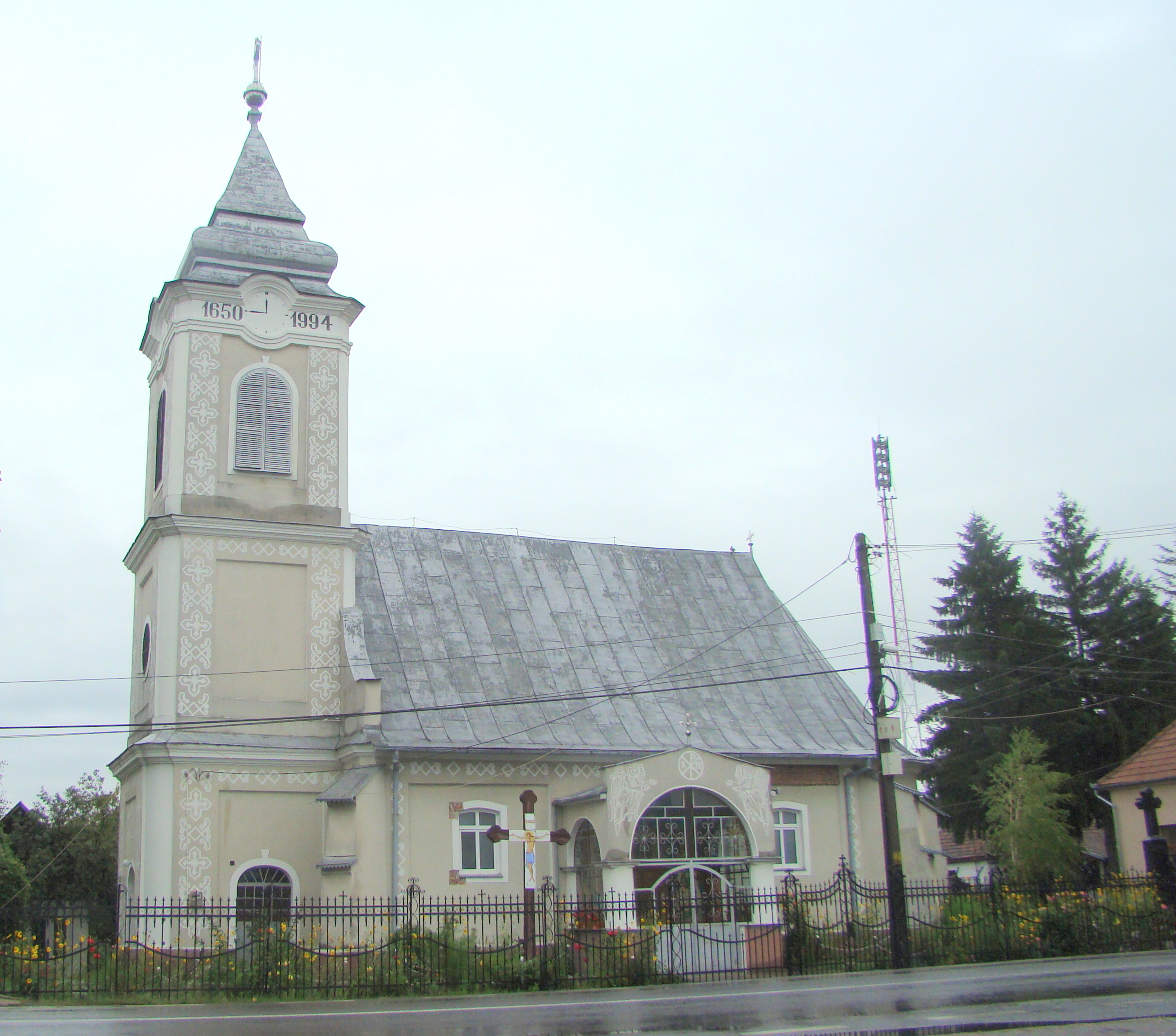